# Glenstone Museum
Glenstone Museum är ett privatägt museum för modern amerikansk och europeisk konst och samtidskonst i Potomac i Montgomery County i Maryland i USA. Det ligger på en fastighet på 92 hektar med en skulpturpark. Det öppnade 2006 och ägs av Glenstone Foundation.
Glenstone Museum grundades av finansiären Mitchell Rales och kuratorn Emily Wei Rales.
I skulpturparken finns verk av bland andra Janet Cardiff (född 1957) och George Bures Miller (född 1960), Andy Goldsworthy, Felix Gonzalez-Torres (1957–1996), Ellsworth Kelly, Jeff Koons, Richard Serra och Tony Smith.
Namnet kommer från museets adress Glen Road och områdets typiska kvartsit '"carderocksten", en bergart som bryts för byggnads- och anläggningsändamål i närliggande stenbrott.
Glenstone Museum återöppnade med en omfattande utbyggnad i oktober 2018, "The Pavilions". Dessa nya utställningslokaler har ritats av Thomas Phifer  och har 930 kvadratmeter utställningsyta. Tidigare fanns byggnaden "The Gallery" från 2006 med 840 kvadratmeter utställningslokaler, ritad av Charles Gwathmey.

## Bilder

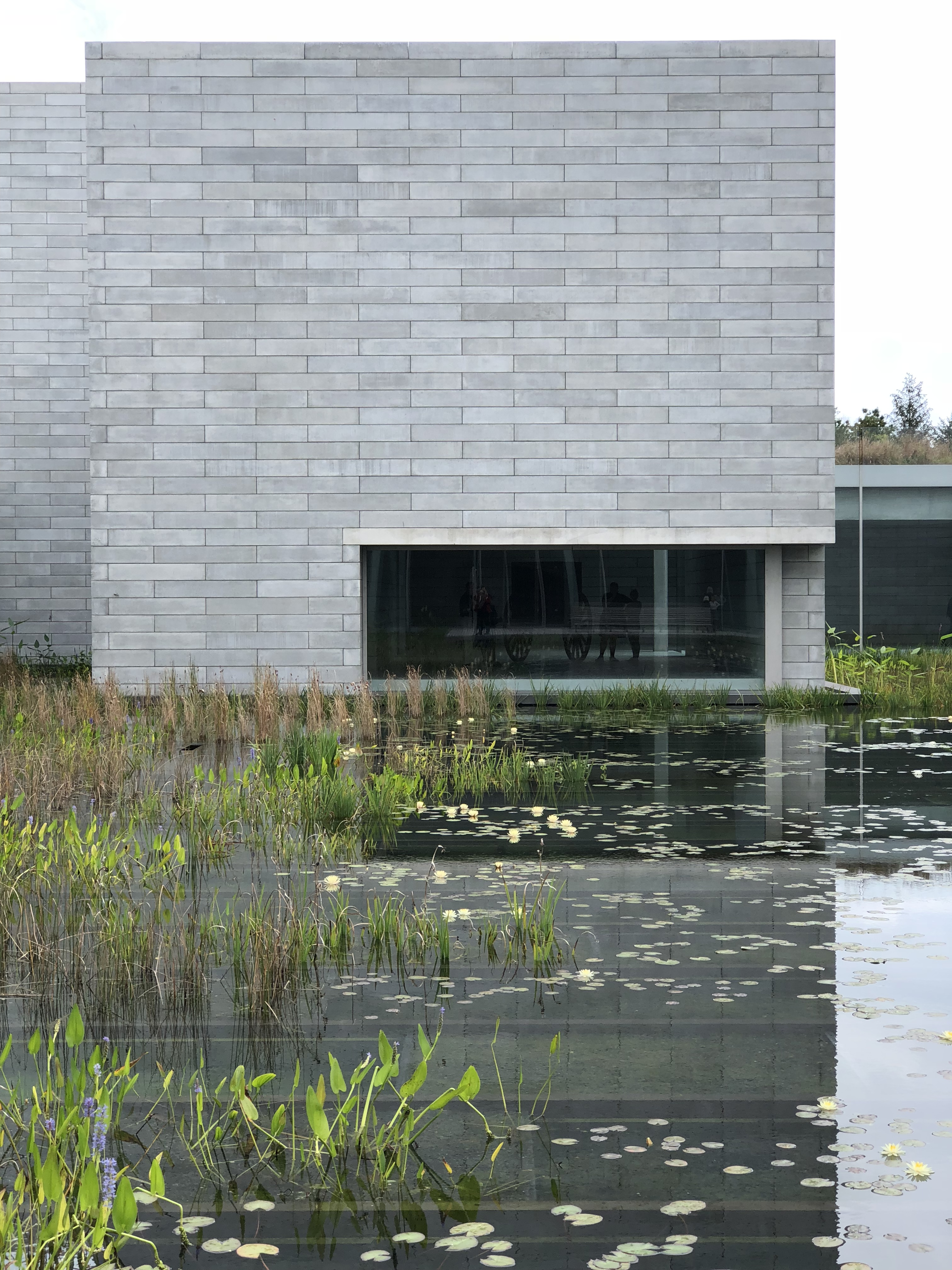
Detalj, inre gård.
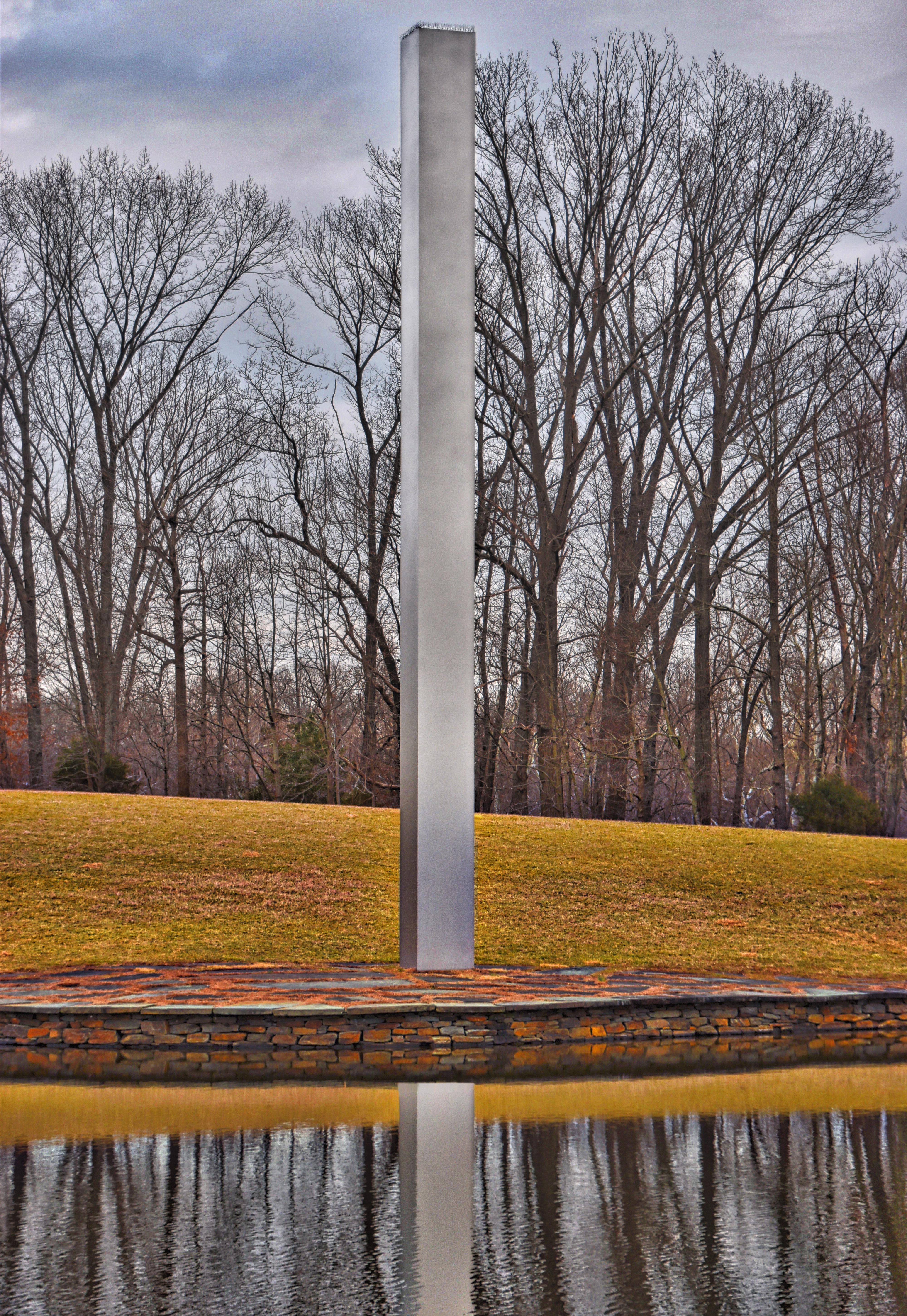
Untitled av Ellsworth Kelly, 20056.